# Luiza Brunet
Luiza Botelho Brunet (Itaporã, 24 mai 1962), mieux connue sous le nom de Luiza Brunet, est une femme d'affaires, actrice, activiste et mannequin brésilienne.

## Biographie
Fille de Luiz da Silva, agriculteur de Sobral, et d'Alzira Botelho, couturière d'Almenara, Luiza est née dans une humble maison en bois à Itaporã, à l'intérieur du Mato Grosso do Sul. Elle est la deuxième fille de huit frères. Quand elle a 9 ans, ses parents décident de quitter Itaporã à la recherche de meilleures opportunités de travail et vont vivre dans le quartier d'Inhaúma, à Morro do Engenho, une banlieue de Rio. Incapable de trouver un travail formel, son père devient vendeur ambulant et sa mère, femme de ménage. Luiza commence à travailler à l'âge de douze ans comme nounou . Durant son adolescence, elle travaille aussi comme femme de ménage, emballeuse dans un supermarché et vendeuse dans un magasin de vêtements.

## Carrière
Brunet décide alors de s’essayer au mannequinat. Après avoir participé et remporté quelques défilés de mode et concours de photographie, elle devient top model exclusif des pantalons Dijon. Elle réalise des séances photographiques pour plusieurs magazines masculins, tels que Ele e Ela et Playboy, devenant l'un des grands symboles sexuels du Brésil dans les années 1980 et 1990.

### Carnaval

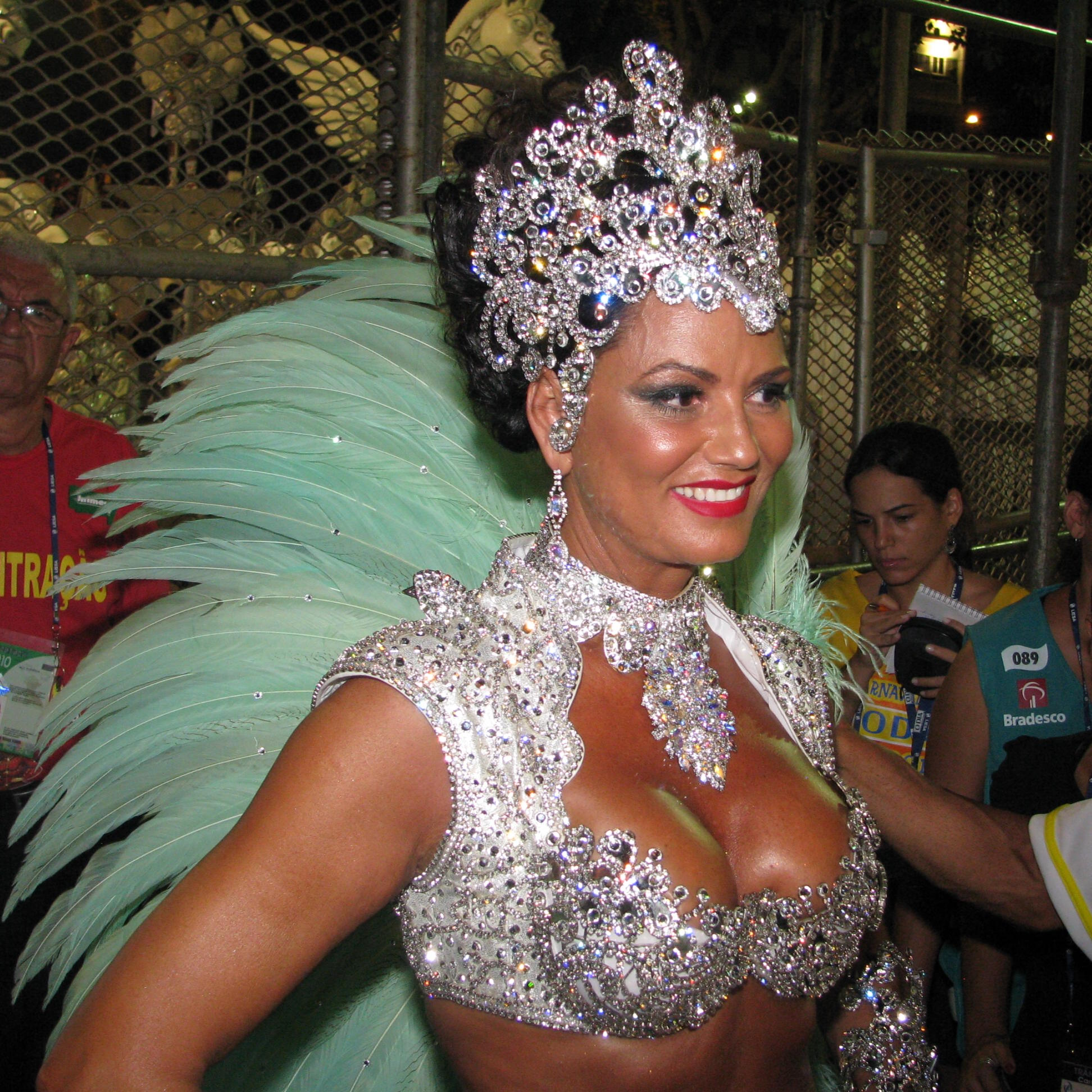
Brunet en tant que reine de la percussion de l'Imperatriz Leopoldinense au Carnaval de Rio 2010.

Luiza Brunet est la reine du tambour de Portela de 1986 à 1994. À partir de 1995, elle est la reine de l'Imperatriz Leopoldinense où elle participe à quatre titres : 1995, 1999, 2000 et 2001.

## Vie privée
À l'âge de 16 ans, en 1978, elle rencontre son premier petit ami, l'ingénieur Gumercindo Brunet. Après un an de fréquentation, Luiza découvre qu'elle est enceinte et opte pour un avortement. Lors d'entretiens, Luiza déclare qu'elle est favorable à la décriminalisation de l'avortement au Brésil. Elle déclare aussi qu'elle était féministe et favorable à la décriminalisation de la consommation de drogues à des fins récréatives.
En 1980, elle épouse Gumercindo, mais se sépare en 1984.
En 2011, Luiza entame une relation avec l'homme d'affaires Lírio Parisotto . Cependant, le couple se sépare en 2016. La raison est une agression subie par Luiza,. Luiza Brunet porte plainte pour agression contre l'homme d'affaires, qui a été condamné à un an de détention.